# Test podwójny
Test podwójny – badanie przesiewowe, pomocne we wczesnym wykrywaniu wad rozwojowych płodu w I trymestrze ciąży. W Polsce jest badaniem zalecanym. Polskie Towarzystwo Ginekologiczne rekomenduje przeprowadzenie badania między 11-13(+6 dni) tygodniem ciąży razem z oceną przezierności karkowej (NT).
Składa się na nie pomiar poziomu stężenia białka PAPP-A (PAPP-A) i wolnej podjednostki β gonadotropiny kosmówkowej (β-hCG) z krwi matki.
Im niższy poziom białka PAPP-A tym większe prawdopodobieństwo zespołu Downa u płodu. 
W zespołach Patau i Edwardsa  obserwuje się niski poziom białka PAPP-A i wolnej podjednostki β-hCG.